# John Patrick Amedori
John Patrick Amedori (Baltimore (Maryland), 20 april 1987) is een Amerikaans acteur en muzikant.

## Biografie
Amedori wilde eerst muzikant worden, zo wilde hij een gitaarspeler worden in zijn eigen band. Toen hij een cameo speelde in de film Almost Famous besloot hij om acteur te worden.

## Filmografie

### Films
Uitgezonderd korte films.
- 2021 The Space Between - als zanger in club
- 2019 The Chain - als Mike
- 2018 After Darkness - als Raymond Beaty jr.
- 2015 The Vatican Tapes - als Pete
- 2014 A Beautiful Now – als Chris
- 2014 Mystery White Boy – als Michael Tighe
- 2013 After Darkness - als Raymond Beaty jr.
- 2013 Rays of Light – als Raymond Beaty jr.
- 2013 The Last Stand – als agent Mitchell
- 2012 Trattoria – als Vince
- 2012 Jayne Mansfield's Car – als Mickey Caldwell
- 2012 Electrick Children – als Johnny
- 2011 The Family Tree – als Paul Stukey
- 2010 Scott Pilgrim vs. the World – als Lollipop Hipster
- 2009 TiMER – als Mikey Evers
- 2006 Stick It – als Poot
- 2006 Love Is the Drug – als Jonah Brand
- 2005 Mrs. Harris – als jonge David Harris
- 2005 Little Athens – als Jimmy
- 2005 The Good Humor Man – als klerk in winkel
- 2004 The Butterfly Effect – als Evan op 13-jarige leeftijd
- 2000 Unbreakable – als gijzelnemer
- 1998 D Minus – als Lead

### Televisieseries
Uitgezonderd eenmalige gastrollen.
- 2023 Three Women - als Jack - 4 afl.
- 2017-2021 Dear White People - als Gabe Mitchell - 40 afl.
- 2018-2020 The Good Doctor - als Dash Snyder - 3 afl.
- 2016 Aquarius - als Leonard - 2 afl.
- 2015 Hindsight - als Jamie Brady - 10 afl.
- 2008 Gossip Girl – als Aaron Rose – 6 afl.
- 2006 Vanished – als Max Collins – 13 afl.
- 2001 Philly – als Neil Toland – 2 afl.

- Bibliothèque nationale de France: cb16516232p (data)
- International Standard Name Identifier: 0000 0001 2027 8550
- Library of Congress Control Number: no2006109992
- MusicBrainz: e12784ea-0f17-47ea-9d43-2b9c3994dc84
- Système universitaire de documentation: 152871594
- Virtual International Authority File: 68694225
- WorldCat: E39PBJk4BRhbCVY9TKmHjVMdcP